# Die Höhle des gelben Hundes
Die Höhle des gelben Hundes (mongolisch Шар нохойн там) ist ein dokumentarischer Spielfilm aus dem Jahr 2005. Regie führte die Mongolin Byambasuren Davaa, die mit ihrem Vorgängerfilm Die Geschichte vom weinenden Kamel 2003 große Erfolge feiern konnte.

## Handlung
In der grünen Weite der Mongolei führt eine fünfköpfige Familie ihr traditionsbewusstes Leben fernab der Zivilisation. Sie lebt von der Schafzucht und in Harmonie mit der Natur. Die etwa sechsjährige Nansaa, die älteste Tochter der Familie, findet auf der Suche nach Dung einen Hund, den sie „Zochor“ nennt und mit nach Hause nimmt. Ihr Vater will, dass sie den Hund wieder aussetzt. Er befürchtet, die in der Gegend lebenden Wölfe könnten womöglich die Spur des Hundes wittern und so die Herde der Familie vernichten. Doch Nansaa möchte ihn unter allen Umständen behalten. Eines Tages verliert sie den Hund beim Schafe hüten und trifft so auf eine alte Nomadin, die ihr die Geschichte von der Höhle des gelben Hundes erzählt: Ein junges Mädchen erkrankte und die Alten machten den Hund des Mädchens für die Erkrankung verantwortlich und die Eltern setzten den Hund aus.  Das Mädchen gesundete wieder, da der Hund sie an den Treffen mit ihrer großen Liebe gehindert hatte.
Im Herbst packt die Familie die Jurte und ihre Habseligkeiten ein, um ins Winterquartier zu ziehen. Dabei verliert sie den kleinen Jungen. Der Vater kehrt zurück, um den Jungen zu suchen. Dort sieht er wie das Kleinkind von einer Gruppe Geier bedroht wird. Der Hund „Zochor“ taucht auf und verteidigt den Jungen. Der Vater nimmt seinen Sohn gerührt in die Arme und nimmt auch Zochor, der sich seinen Platz in der Familie verdient hat, mit.

## Art der Darstellung
Die Regisseurin Byambasuren Davaa entführt die Zuschauer in eine fremde Welt und gewährt so tiefe Einblicke in den mongolischen Glauben und in den Alltag einer traditionell mongolischen Nomadenfamilie. Die Familie spielt sich in dem Film selbst, wodurch eine große Authentizität erreicht wird.

## Hintergründe
Der Film wurde für 600.000 Euro produziert.
Seine Premiere feierte der Film am 12. Mai 2005 auf den Internationalen Filmfestspielen von Cannes und kam am 28. Juli 2005 in die deutschen Kinos. Insgesamt hatte der Film eine Zuschauerzahl von 234.914 in den deutschen Kinos.

## Kritiken
- Filmdienst: „Dokumentarischer Spielfilm, der mit einer betörenden Mischung aus kontemplativen Landschaftsaufnahmen, unaufdringlichen Alltagsbeobachtungen und einer schlichten, aber emotional bezwingenden Handlung für sich einnimmt. Seine kulturelle Trennschärfe fällt dabei freilich weitgehend folkloristischer Putzigkeit zum Opfer.“[3]
- Frankfurter Allgemeine Zeitung: „Dem Charme des Films kann man sich kaum entziehen.“
- Prisma: „… [A]nrührende Geschichte, die [die Regisseurin] mit schlichten, aber dennoch beeindruckenden Bildern erzählt“[4]
- Cinema: „Die mitunter ermüdend langen Szenen, die sie bei alltäglichen Arbeiten wie der Käseherstellung oder dem Zeltaufbau zeigen, sind authentisch. Die Rahmengeschichte ist jedoch eine mythisch unterfütterte Fiktion. Dieser Mix ergibt eine unaufgeregte Meditation über das Leben in der Natur, die Segnungen und Gefahren der Außenwelt, über Zusammenhalt und Liebe.“[5]

## Auszeichnungen
Der Film war der mongolische Oscar-Beitrag 2006 für die Kategorie Bester fremdsprachiger Film, wurde aber weder nominiert noch ausgezeichnet. Bei der Verleihung des Deutschen Filmpreises 2006 erhielt er den Preis als Bester Kinder- und Jugendfilm.
Auf dem San Sebastián International Film Festival gewann er den SIGNIS-Preis. Auf dem Black Movie Festival de films des autres mondes in Belgien sowie auf dem Geneva Film Festival gewann der Film je einen Prix du Public. Auf dem 21. Festival Internacional de Cine de Mar del Plata wurde er in der Kategorie Beste Regie ausgezeichnet. Auf dem Mountain Film at the Banff Mountain Film Festival erhielt der Film den Preis als Best Feature-length. Bei den Internationalen Filmfestspielen von Cannes 2005 gewann der Film den Dog Award für die beste Darstellung eines Hundes in einem Film. Auf dem Hamptons International Film Festival wurde Die Höhle des gelben Hundes in den Kategorien Beste Kamera, Bester Spielfilm und Beste Filmmusik ausgezeichnet. Auf dem Bratislava International Film Festival 2005 gewann der Film den Grand Prix als bester Film. Auf dem Munich Film Festival 2005 gewann er den Bayern 2 und SZ Publikumspreis. Ebenfalls 2005 erhielt Byambasuren Davaa den Förderpreis Deutscher Film in der Kategorie Regie.